# Daira (genre)
Pour les articles homonymes, voir Daïra (homonymie).
Famille
Genre
Daira est un genre de crabes, le seul de la famille des Dairidae. Il comporte deux espèces actuelles et huit fossiles.

## Liste des espèces
Selon World Register of Marine Species (12 janvier 2017) :
- Daira perlata (Herbst, 1790)
- Daira americana Stimpson, 1860
- †Daira coronata Beschin, De Angeli, Checchi & Zarantonello, 2005
- †Daira depressa (A. Milne Edwards, 1865)
- †Daira salebrosa Beschin, Busulini, De Angeli & Tessier, 2002
- †Daira sicula (Di Salvo, 1933)
- †Daira speciosa (Reuss, 1871)
- †Daira vulgaris Portell & Collins, 2004

et deux autres espèces fossiles.

## Référence
- de Haan, 1833 : Crustacea. Fauna Japonica sive Descriptio Animalium, Quae in Itinere per Japoniam, Jussu et Auspiciis Superiorum, qui Summum in India Batava Imperium Tenent, Suscepto, Annis 1823–1830 Collegit, Noitis, Observationibus et Adumbrationibus Illustravit. Leiden: Lugduni-Batavorum, p. 1–243.
- Serène, 1965 : Guide for curators of brachyuran collections in Southeast Asia. Applied Scientific Research Corporation of Thailand. p. 1-65.

## Sources
- Ng, Guinot & Davie, 2008 : Systema Brachyurorum: Part I. An annotated checklist of extant brachyuran crabs of the world. Raffles Bulletin of Zoology Supplement, n. 17 p. 1–286.
- De Grave & al., 2009 : A Classification of Living and Fossil Genera of Decapod Crustaceans. Raffles Bulletin of Zoology Supplement, n. 21, p. 1-109.